# Djurgården Hockey 2016/2017
Djurgården Hockey gör sin 39:e säsong i Svenska Hockeyligan (SHL).

## Truppen
```
[
1
]
```

### Ledare
- Robert Ohlsson - Huvudtränare
- Stefan Nyman - Assisterande tränare
- Mikael Håkanson - Assisterande tränare
- Jan Öhman - Målvaktstränare
- Joakim Eriksson - Strategisk sportchef
- Thomas Johansson - Teknisk sportchef
- Jimmie Ölvestad- Fystränare
- Johan Kellerstam - Materialförvaltare
- Max Eklöf - Materialförvaltare
- Christian Schumacher - Fysioterapeut
- Mattias Gustavsson - Naprapat
- Bengt Gustafsson - Läkare
- Lars-Erik Lindgren - Tandläkare

## Matcher

### CHL
Man kommer även medverka i Champions Hockey League. 

### SHL
Grundserien för SHL-säsongen 2016/17 består av 52 omgångar. .